# Tourist Trophy (videojuego)
Tourist Trophy es un juego simulador de motocicletas para la consola PlayStation 2 de Sony desarrollado por Polyphony Digital, los creadores de Gran Turismo. En China fue sacado al mercado el 26 de enero de 2006, en Japón el 2 de febrero de ese año, en Europa el 29 de mayo y en Australia el 1 de junio. 
Según la lista de características de su página promocional, cuenta con más de 100 modelos de motocicletas, y más de 35 pistas reales y de fictícias.

## Motocicletas
Tourist Trophy cuenta con unas 185 motocicletas, divididas en ciclomotores, motos de calle de cilindrada variada, motos clásicas y motos de competición, tanto antiguas como modernas, en donde puedes encontrar desde las primeras Honda del mundo de la competición, hasta la campeona de Superbikes, la Ducati999RM del 2005.
En este juego se pueden escoger entre 15 marcas de motos como Honda, Suzuki, Kawasaki, Yamaha, BMW, Triumph, Aprilia, Ducati, MV Agusta, Moriwaki, Yoshimura, YSP & Presto, 7 Honda y TRICKSTAR.
(Estas últimas cinco son divisiones especiales)

## Circuitos
Una perfecta simulación con la realidad, gracias al motor de Gran Turismo que ha hecho de este juego el mejor juego de 2 ruedas de PS2. Hay muchos circuitos, desde el mítico Nürburgring hasta Suzuka.

## Canciones
La banda sonora de Tourist Trophy ha sido compuesta por Sun Paulo y Makoto. Ambos también han interpretado las melodías, junto con Quadra, KASAI y Mitsuo Okada.